# Heavy Metal: Geomatrix
Heavy Metal: Geomatrix est un jeu vidéo de combat en arène développé et édité par Capcom en 2001 sur système d'arcade Naomi, puis porté sur Dreamcast,.

## Portage
- Dreamcast :